# Lourdes Tibán
Lourdes Licenia Tibán Guala (Salcedo, 15 de outubro de 1969) é uma advogada e política equatoriana e é considerada uma das líderes nacionais do movimento indígena. Foi membra do Fórum Permanente das Nações Unidas sobre as Questões Indígenas (em inglês:  United Nations Permanent Forum on Indigenous Issues, UNPFII) entre 2017 e 2022. Foi uma das principais parlamentares da oposição no governo de Rafael Correa e também foi parlamentar da Assembleia Nacional.

## Vida pessoal
Lourdes Licenia Tibán Guala nasceu em 15 de outubro de 1969 na comunidade indígena de Chirinche Bajo, no cantão Salcedo, província de Cotopaxi, no Equador. Saiu de casa aos 14 anos e, então, teve que trabalhar nas hortas da família e, mais tarde, como empregada doméstica em Ambato. Aos 19 anos, começou a estudar no ensino médio a distância.
Em 2002, graduou-se como Doutora em Jurisprudência pela Universidade Central do Equador e, em 2007, obteve o título de mestre em Ciências sociais pela Faculdade Latino-Americana de Ciências Sociais (FLACSO).

## Carreira política

### Anos inicias
Iniciou sua vida política, em 1997, como assessora do parlamentar Leônidas Iza. Anos mais tarde, tornou-se subsecretária de Desenvolvimento Rural do Ministério de Bem-Estar Social no governo de Lucio Gutiérrez, deixando o cargo quando a aliança existente entre o Governo e Pachakutik foi rompida.
Em 2005, tornou-se secretária-executiva do Conselho de Desenvolvimento das Nacionalidades e Povos do Equador (Codenpe), cargo que exerceu até 2009. Nesse período, conheceu o então ministro da Fazenda, Rafael Correa, com quem, segundo ela indicou, manteve uma relação de discussão sobre o financiamento da instituição, discussão em que foi apoiada por Alfredo Palacio — presidente interno do país — e que ela argumentou ter sido uma das causas da saída de Correa do cargo. Em 2009, agora com Correa no poder, teve que renunciar ao cargo por causa das críticas do presidente contra ela, que a chamou de "coitada" e a acusou de ter gasto dinheiro do Codenpe em protestos contra o Governo. Respondeu denunciando a eliminação do orçamento do Codenpe pelo Governo e afirmando que os ataques do presidente constituíam uma retaliação por ter participado pessoalmente das marchas contra a "Lei de Mineração" promovidas pelo governo central na época.

### Parlamentar
Após deixar o Codenpe, anunciou sua intenção de se lançar como candidata a parlamentar por Cotopaxi. Nas eleições legislativas de 2009, ganhou uma cadeira na Assembleia Nacional pelo Pachakutik. Fez parte da Comissão de Direitos Coletivos, Comunidade e Interculturalidade. Também ocupou o segundo mandato como membra do Conselho de Administração Legislativo, de 2009 a 2011.
Durante seu período como parlamentar assumiu uma forte posição contra o Governo de Rafael Correa. Foi uma das principais promotoras da campanha pelo "Não", durante o referendo constitucional e consulta popular de 2011. Também impulsionou o presidente a conceder anistia aos que chamou de "políticos perseguidos" da crise no Equador de 2010, entre os quais um de seus irmãos, depois que o presidente declarou perante a imprensa internacional que buscava a "harmonia nacional".
Meses antes das eleições legislativas de 2013, foi eleita pré-candidata presidencial pelo Pachakutik. Mas uma vez constituída a Unidade Plurinacional das Esquerdas (Unidad Plurinacional de las Izquierdas) — aliança entre vários movimentos e partidos de esquerda que incluía o Pachakutik — passou a encabeçar a lista de membros para a Assembleia Nacional deste grupo. Foi eleita juntamente com outros quatro membros do Pachakutik.
No prelúdio das eleições presidenciais de 2017, foi novamente escolhida como candidata à presidência da república pelo Pachakutik, depois de vencer as eleições primárias do movimento com 46,7 por cento dos votos — superando Salvador Quishpe em quase 20 por cento, que ficou em segundo lugar. No entanto, no final de setembro de 2016, foi anunciada a decisão do partido de retirar sua candidatura e apoiar Paco Moncayo, candidato da Esquerda Democrática (Izquierda Democrática).
No início de 2017, foi nomeada membra do Fórum Permanente das Nações Unidas sobre as Questões Indígenas para o período de 2017–2019. Foi reconduzida para o período 2020–2022.